# Lista de Swadesh
Lista de Swadesh é um vocabulário básico "teoricamente" comum a todos os idiomas, usada em glotocronologia por comparação quantitativa  entre dois idiomas de um mesmo grupo linguístico para obter-se uma data aproximada da separação. Foi desenvolvida inicialmente pelo linguista norte-americano Morris Swadesh.

## Versões
Muitas são as versões das listas de Swadesh. A primeira, que foi desenvolvida por seu criador, tinha 225 significados, reduzida para 165 palavras para as línguas indígenas norte-americanas Salish. Em 1952, publicou uma nova lista com 215 palavras, das quais retirou 16 por não serem universais ou terem significados discutíveis. Três anos mais tarde, criou outra lista, a “lexi(costatisti)cal test list" também com 215 significados, com 92 marcadas como mais favoráveis, às quais ainda acresceu 8 novas palavras. Essa forma final foi publicada em 1972, sendo testada repetidas vezes para ser utilizável universalmente sem ambiguidades.
Outras versões testadas de forma lexicostática foram publicadas por linguistas como Robert Lees (1953), John A. Rea (1958), Dell Hymes (1960), W.J Samarin (1967), D. Wilson (1969), Lionel Bender (1969), R.L. Oswald (1971), Winfred P. Lehmann (1984), D. Ringe (1992), Sergei Anatolyevich Starostin (1984), William S.Y. Wang (1994), M. Lohr (2000) – 18 línguas diferentes,. B. Kessler (2002), dentre outras.
A mais usada hoje em dia, em especial por sua facilidade de consulta (eletrônica) é a de I.Dyen (1992) – 200 palavras de 95 línguas.

## Lista de Swadesh
Segue um exemplo da lista de Swadesh, comparando português e inglês.
| Português                        | Inglês            |
| -------------------------------- | ----------------- |
| eu                               | I                 |
| tu, você                         | thou, you         |
| ele                              | he                |
| nós                              | we                |
| vós, vocês                       | ye, you           |
| eles, elas                       | they              |
| este(a)(s), isto, isso           | this              |
| aquele(a)(s), aquilo             | that              |
| aqui                             | here              |
| lá, ali, aí                      | there             |
| quem                             | who               |
| (o) quê, (o) que                 | what              |
| onde                             | where             |
| quando                           | when              |
| como                             | how               |
| não                              | not               |
| tudo                             | all               |
| muito(a)(s)                      | many              |
| algum(a)(s)                      | some              |
| pouco(a)(s)                      | few               |
| outro(a)(s)                      | other             |
| um, uma                          | one               |
| dois, duas                       | two               |
| três                             | three             |
| quatro                           | four              |
| cinco                            | five              |
| grande(s)                        | big               |
| longo(a)(s)                      | long              |
| largo(a)(s), amplo(a)(s)         | wide              |
| grosso(a)(s), espesso(a)(s)      | thick             |
| pesado(a)(s)                     | heavy             |
| pequeno(a)(s)                    | small             |
| curto(a)(s)                      | short             |
| estreito(a)(s)                   | narrow            |
| magro(a)(s)                      | thin              |
| mulher                           | woman             |
| homem (homem adulto)             | man (adult male)  |
| homem (ser humano)               | man (human being) |
| criança                          | child             |
| esposa                           | wife              |
| marido                           | husband           |
| mãe                              | mother            |
| pai                              | father            |
| animal                           | animal            |
| peixe                            | fish              |
| ave                              | bird              |
| cachorro, cão                    | dog               |
| piolho                           | louse             |
| serpente                         | snake             |
| verme                            | worm              |
| árvore                           | tree              |
| floresta                         | forest            |
| bastão, vara                     | stick             |
| fruta                            | fruit             |
| semente                          | seed              |
| folha                            | leaf              |
| raiz                             | root              |
| casca (das árvores)              | bark              |
| flor                             | flower            |
| grama, relva                     | grass             |
| corda                            | rope              |
| pele                             | skin              |
| carne                            | meat              |
| sangue                           | blood             |
| osso                             | bone              |
| gordura                          | fat               |
| ovo                              | egg               |
| chifre, corno                    | horn              |
| cauda, rabo                      | tail              |
| pena, pluma                      | feather           |
| cabelo, pêlo                     | hair              |
| cabeça                           | head              |
| orelha                           | ear               |
| olho                             | eye               |
| nariz                            | nose              |
| boca                             | mouth             |
| dente                            | tooth             |
| língua                           | tongue            |
| unha                             | fingernail        |
| pé                               | foot              |
| perna                            | leg               |
| joelho                           | knee              |
| mão                              | hand              |
| asa                              | wing              |
| barriga, ventre                  | belly             |
| entranhas, tripas                | guts              |
| pescoço, colo                    | neck              |
| costas, dorso                    | back              |
| peito, seio                      | breast            |
| coração                          | heart             |
| fígado                           | liver             |
| beber                            | drink             |
| comer                            | eat               |
| morder                           | bite              |
| sugar, chupar                    | suck              |
| cuspir                           | spit              |
| vomitar                          | vomit             |
| soprar                           | blow              |
| respirar                         | breathe           |
| rir, gargalhar                   | laugh             |
| ver                              | see               |
| ouvir                            | hear              |
| saber                            | know              |
| pensar                           | think             |
| cheirar                          | smell             |
| temer                            | fear              |
| dormir                           | sleep             |
| viver                            | live              |
| morrer                           | die               |
| matar                            | kill              |
| lutar                            | fight             |
| caçar                            | hunt              |
| bater                            | hit               |
| cortar                           | cut               |
| fender, rachar, dividir, quebrar | split             |
| esfaquear, apunhalar, espetar    | stab              |
| raspar, arranhar                 | scratch           |
| cavar                            | dig               |
| nadar                            | swim              |
| voar                             | fly               |
| caminhar, andar                  | walk              |
| vir                              | come              |
| mentir                           | lie               |
| sentar                           | sit               |
| estar em/de pé, ficar em/de pé   | stand             |
| virar, girar, rodar, tornar      | turn              |
| cair                             | fall              |
| dar, entregar                    | give              |
| segurar                          | hold              |
| apertar, comprimir               | squeeze           |
| esfregar, friccionar             | rub               |
| lavar                            | wash              |
| enxugar                          | wipe              |
| puxar                            | pull              |
| empurrar                         | push              |
| jogar, arremessar, atirar        | throw             |
| amarrar                          | tie               |
| costurar, coser                  | sew               |
| contar                           | count             |
| dizer                            | say               |
| cantar                           | sing              |
| jogar, brincar, tocar            | play              |
| flutuar, boiar                   | float             |
| fluir                            | flow              |
| gelar, congelar, refrigerar      | freeze            |
| intrumescer, inchar              | swell             |
| sol                              | sun               |
| lua                              | moon              |
| estrela                          | star              |
| água                             | water             |
| chuva                            | rain              |
| rio                              | river             |
| lago                             | lake              |
| mar                              | sea               |
| sal                              | salt              |
| pedra                            | stone             |
| areia                            | sand              |
| poeira, pó                       | dust              |
| terra                            | earth             |
| nuvem                            | cloud             |
| neblina                          | fog               |
| céu                              | sky               |
| vento                            | wind              |
| neve                             | snow              |
| gelo                             | ice               |
| fumaça                           | smoke             |
| fogo                             | fire              |
| cinzas                           | ashes             |
| pirar, queimar, arder            | burn              |
| rua                              | street            |
| montanha                         | mountain          |
| vermelho                         | red               |
| verde                            | green             |
| amarelo                          | yellow            |
| branco                           | white             |
| preto                            | black             |
| noite                            | night             |
| dia                              | day               |
| ano                              | year              |
| morno                            | warm              |
| frio                             | cold              |
| cheio                            | full              |
| novo                             | new               |
| velho                            | old               |
| bom                              | good              |
| mau                              | bad               |
| podre                            | rotten            |
| sujo                             | dirty             |
| reto                             | straight          |
| aredondado                       | round             |
| afiado                           | sharp             |
| cega (faca)                      | dull              |
| liso, suave                      | smooth            |
| molhado                          | wet               |
| seco                             | dry               |
| correto                          | correct           |
| perto                            | near              |
| longe                            | far               |
| direita                          | right             |
| esquerda                         | left              |
| em                               | at                |
| em                               | in                |
| com                              | with              |
| e                                | and               |
| se                               | if                |
| porque                           | because           |
| nome                             | name              |